# کاکائو پیج
کاکائو پیج (انگلیسی: KakaoPage; کره‌ای: 카카오페이지; لاتین‌نویسی اصلاح‌شده: KakaoPeiji) یک پلتفرم محتوایی پولی ساخته‌شده برای تلفن‌های همراه است که توسط کاکائو کورپوریشن راه‌اندازی شد. این پلتفرم در حال حاضر متعلق به کاکائو انترتینمنت است. این سرویس در ۹ آوریل ۲۰۱۳ به عنوان یک بازارگاه محتوای دیجیتال راه‌اندازی شد که به برندها و افراد اجازهٔ ایجاد و توزیع محتوای بصری، صوتی و نوشتاری مانند مانهوا و ادبیات عامه‌پسند می‌دهد. این سرویس در سال ۲۰۱۸ وارد بازار اندونزی و در سال ۲۰۲۰ وارد تایوان شد.